# Club Sportivo Ben Hur
El Club Sportivo Ben Hur és un club esportiu argentí de la ciutat de Rafaela.
Algunes seccions del club són el futbol, basquetbol, hoquei sobre herba o natació.

## Basquetbol
La secció del basquetbol és la que més èxits ha tingut. Guanyà la lliga nacional de 2004-05 i Lliga sud-americana de 2006.

### Palmarès
- Lliga sud-americana de bàsquet: 
  - 2006
- Lliga argentina de bàsquet: 
  - 2004-05
- Torneo Nacional de Ascenso: 1
  - 2001-02
- Liga Federativa C: 1
  - 1994-95

## Futbol
La secció de futbol jugà a la lliga de Rafaela fins 1997 quan ingressà a la federació nacional. Fou campió del Torneo Argentino A el 2004, i ascendí a Primera B Nacional.

### Palmarès
- Torneo Argentino A: 1
  - 2004-05
- Torneo Argentino C: 1
  - 1996-97